# Skyggernes kniv (redskab)
 For alternative betydninger, se Skyggernes kniv. (Se også artikler, som begynder med Skyggernes kniv)
Skyggernes kniv eller på islandsk Æsahættr (udtales  [ˈaɪs.(a.)ɦaɪt.ɝ]) er en fiktiv opfindelse i Philip Pullmans trilogi om Det gyldne kompas. Det islandske navn betyder "Asernes trussel" eller "Trussel til Gud". Dens andet navn er Hellènic er teleutaia makhaira: "det sidstnævnte sværd". 
En kniv med med en dobbelt-æg, Æsahættr har en æg med en et specielt metal, der kan skære gennem ethvert fysisk materiale. Den anden æg var udstyret med en endnu skarpere æg, der var så fin at den ikke kunne ses med det blotte øje. Denne æg kan skære gennem luften og ind i andre verdener og universer, der henvises til i bøgerne. Ingen kendte materialer kan ødelægge kniven, mens hvis brugeren bruger kniven og samtidig tænker på en de har nær, kan kniven knække. Karakterne i bøgerne mener, at ikke engang dén kniv kan skære gennem kærlighed. 
Kniven blev lavet af filosoffer i Cittágazze fra Torre degli Angeli, som skar mange vinduer i deres verden. Den blev efterfølgende vundet i en kamp af Giacomo Paridisi, der under kampen mistede sine 2 mindste fingre på venstre hånd for at få kniven og han blev efterfølgende vogter af kniven. Han gemte sig i Torre degli Angeli, i sikkerhed for Genfærdene i byen, i mange år. En ung mand fra Cittágazze ved navn Tullio, prøvede på et tidspunkt at få fat i kniven, men samtidig er Lyra og Will blevet sendt til Cittágazze for at hente kniven af Lord Boreal. Will kæmper mod Tullio og vinder kampen, men han måtte lade sine 2 mindste fingre på venstre hånd, som er blevet et offer man skal give for at blive vogteren, og bliver knivens vogter.
Sir Charles Latrom/Lord Boreal og Magisterium ønskede at få kniven, fordi dens evne til at skære ethvert materiale, truede Autoriteten, som havde overlevet det første oprør fra de oprørske engle, blot fordi de ikke kunne røre ham med deres daværende våben på dette tidspunkt (deres frygt bliver senere bekræftet da Lyra og Will befrier Autoriteten fra hans fængsel). Will og Lyra tog i stedet selv kniven og brugte den længe til at rejse mellem deres verdener, selvom kniven på et tidspunkt går i stykker mens Will bruger den, fordi han kommer til at tænke på sin mor. Børnene samler stykkerne fra kniven og den bliver repareret af panserbjørnen og smeden Iorek Byrnison. 
Iorek advarer Will og Parry om, at kniven kan have sin egen vilje – lidt ligesom Lyras alethiometer. Han sagde også at den ikke kan bringe noget godt med sig. Nær trilogiens konklusion, fortæller englen Xaphania at der bliver lækket "Støv", af hvert eneste åbne vindue og hver gang et vindue bliver åbnet, bliver der skabt et spøgelse fra Afgrunden. Således skal alle vinduer lukkes, med undtagelse af ét. Will og Lyra håber inderligt på at dette vindue kunne være mellem deres verdener, men så indser de at de har afgivet et løfte til de døde i De Dødes Land: der vil være et åbent vindue fra De Dødes Land ind til mulefaernes verden, hvor de dødes ånder vil opløses og blive optaget på ny i universet. Will indser også at han er nødt til at ødelægge kniven. Som mennesker i trilogien, er deres daimoner ikke i stand til at leve udenfor deres egen verden særlig længe ad gangen, så Will og Lyra kan derfor ikke være sammen i en verden.